# پنی فارمز (فلوریدا)
پنی فارمز (به انگلیسی: Penney Farms) شهرکی در شهرستان کلی ایالت فلوریدا است که در سال ۱۹۲۷ بنیان‌گذاری شده‌است. این شهرک طبق سرشماری سال ۲۰۱۰ میلادی، ۶۱۱ نفر جمعیت داشته و مساحت آن نیز ۳٫۶ کیلومتر مربع است.